# Ключ 54
Ключ 54 (трад. и упр. 廴) — ключ Канси со значением «длинный шаг»; один из 34, состоящих из трёх штрихов.
В словаре Канси всего 15 символов (из 49 030), которые можно найти c этим радикалом.

## История
Древняя идеограмма изображала часть улицы и след ноги и стала прообразом иероглифа.
В современном языке иероглиф имеет значение «тянуть, растягивать».
В качестве ключевого знака иероглиф используется редко.

Вид в большой печати Чжуаньшу
Вид в малой печати Чжуаньшу

В словарях находится под номером 54.

## Значение
1. Длинный шаг.
2. Продвигаться.
3. Тянуть.
4. Растягивать.

## Варианты прочтения
- кит. 廴, пиньинь yǐn, инь.
- яп. いん, in, инь.
- кор. 끌 kkeul, клель?, 인 in, инь?.

## Примеры иероглифов
| Доп. штрихи | Иероглифы      |
| ----------- | -------------- |
| 0           | 廴             |
| 3           | 廵 㢟          |
| 4           | 廷             |
| 5           | 延 廸 廹 㢠 𢌞 |
| 6           | 建 廻 廼       |
| 7           | 廽 𢌡 𢌥       |

- Примечание: Ваш браузер может отображать иероглифы неправильно.